# Schefflera inambarica
Schefflera inambarica är en araliaväxtart som beskrevs av Hermann August Theodor Harms. Schefflera inambarica ingår i släktet Schefflera och familjen araliaväxter. Inga underarter finns listade.